# Gallus (präst)
För andra betydelser, se Gallus.

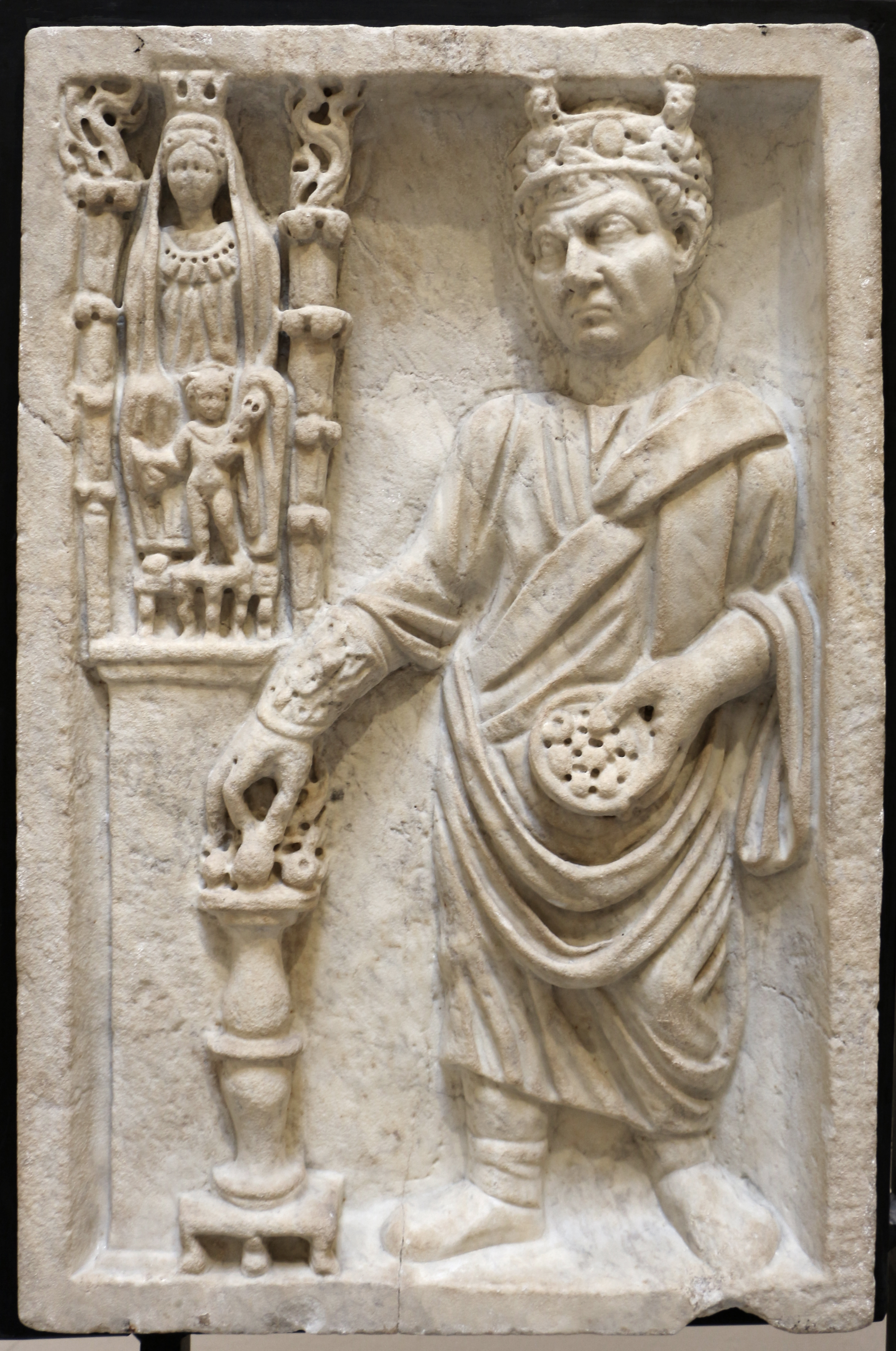
Relief av en archigallus (överstepräst) som överlämnar offergåvor till Kybele och Attis.

Gallus (latin; plural: galli; grekiska: gallos) var en eunuckpräst till modergudinnan Kybele i Frygien och hennes sällskap Attis. Ordet användes även om motsvarande präst eller anhängare till den syriska Atargatis och den kappadokiska Ma. Kultens kastrering var kopplad till guden Attis egen mytiska självkastrering.
Dyrkan av Kybele införlivades under hellenistisk och romersk tid både i grekisk och romersk religion, något som främst skedde i Attis- och Kybelekulten. Trots inledande motstånd kom kulturen senare att accepteras, åtminstone i Rom. Ledaren för gallusprästerna benämndes från 100-talet e.Kr. archigallus.